# گاومرغ
گاومرغ (نام علمی: Molothrus) نام یک سرده از تیره سیاه‌پره‌ایان است.

## گونه‌ها
- گاومرغ جیغ‌زن،  Molothrus rufoaxillaris
- گاومرغ بزرگ،  Molothrus oryzivorus
- گاومرغ برنزه،  Molothrus aeneus
- گاومرغ درخشان،  Molothrus bonariensis
- گاومرغ سرقهوه‌ای،  Molothrus ater